# Only When I Lose Myself
Only When I Lose Myself is een nummer van de Britse synthpopband Depeche Mode uit 1998. Het verscheen als nieuw nummer op hun verzamelalbum The Singles 86>98.
Het nummer was het eerste Depeche Mode-nummer sinds It's Called a Heart uit 1985 dat niet van een studioalbum afkomstig was. "Only When I Lose Myself" werd een hit in diverse Europese landen. In het Verenigd Koninkrijk was het goed voor een 17e positie. In Nederland flopte het nummer echter met een de 89e positie in de Single Top 100, terwijl in Vlaanderen de 17e positie in de Tipparade haalde.